# Elizabeth Wurtzel
Elizabeth Lee Wurtzel (New York, 1967. július 31. – New York, 2020. január 7.) amerikai író, újságíró.

## Életútja
New Yorkban született egy zsidó családba. Szülei kisgyerek korában elváltak. 10-12 éves kora óta szenvedett depresszióban. A Havard Egyetemre járt és közben a The Harvard Crimson és a The Dallas Morning News számára írt cikkeket. 1986-ban elnyerte a Rolling Stone magazin egyetemi újságíró díját (College Journalism Award) a The Harvars Crimsonban megjelent Lou Reed cikkéért. 1988-ban elbocsátották a The Dallas Morning News-ből plágiumvád miatt.
1989-ben a Harvaron összehasonlító irodalomból szerzett diplomát. Ezzel egy időben Greenwich Village-be költözött és popzenei kritikákat írt a The New Yorker and New York Magazine számára.
1994-ben jelent meg legismertebb műve a Prozac-ország (Prozac Nation) memoár, amely publikálásakor 27 éves volt. A könyv részletesen leírja a depresszió elleni küzdelmét, mint egyetemi hallgató és annak Prozac gyógyszeres kezelését.
2015 februárjában jelentette be, hogy mellrákja van. Mindkét mellét el kellett távolítani. 2020. január 7-én, 52 éves korában hunyt el áttétes mellrák szövődményei következtében Manhattanben.

## Művei
- Prozac Nation: Young and Depressed in America: A Memoir (1994)
  - Prozac-ország. Fiatalon és depressziósan Amerikában; fordította Zentai Éva; Európa, Budapest, 2001
- Bitch: In Praise of Difficult Women (1998)
- More, Now, Again: A Memoir of Addiction (2001)
- The Secret of Life: Commonsense Advice for Uncommon Women (2004, korábban Radical Sanity és The Bitch Rules címen publikálva)
- Creatocracy: How the Constitution Invented Hollywood (2015)